# Регулируемый некарантинный вредный организм
Регулируемый некарантинный вредный организм (в защите растений) — согласно Международной конвенции по карантину и защите растений, это некарантинный вредный организм, присутствие которого на растениях, предназначенных для посадки, оказывает экономически неприемлемое воздействие на конечное использование этих растений и, вследствие этого, регулируется на территории импортирующей Договаривающейся Стороны. В Российской Федерации они подразделяются на особо опасные и опасные вредные организмы (например, Кодекс РФ «Об административных правонарушениях», статья 10.1).
В защите растений регулируемые некарантинные вредные организмы традиционно подразделяются на вредителей растений (позвоночных и беспозвоночных), возбудителей болезней растений и сорных растений (сорняков).
Постоянно действующий Секретариат Международной конвенции по защите растений" при Продовольственной и сельскохозяйственной организации ООН (ФАО) принял международные стандарты № 21 «Анализ фитосанитарных рисков для регулируемых некарантинных вредных организмов» (2004 г.) и № 22 «Требования для выделения
регионов низкого распространения вредных организмов» (2005 г.).
Всероссийским НИИ защиты растений Россельхозакадемии подготовлены перечни особо опасных и опасных вредных организмов.
Приказом от 29 декабря 2014 г. № 501 по Министерству сельского хозяйства РФ утверждён список регулируемых некарантинных вредных организмов на территории Российской Федерации. В него вошли возбудители болезней растений и один сорняк.

## Возбудители болезней растений бактериальные
- Бактериальная пятнистость листьев косточковых (Xanthomonas arboricola pv. pruni)
- Кольцевая бактериальная гниль картофеля (Clavibacter michiganensis subsp. sepedonicus)

## Возбудители болезней растений вирусные
- Неповирус кольцевой пятнистости малины (Raspberry ringspot nepovirus)
- Тосповирус бронзовости томата (Tomato spotted wilt tospovirus)

## Возбудители болезней растений нематодные
- Стеблевая нематода (Ditylenchus dipsaci)
- Стеблевая нематода картофеля (Ditylenchus destructor)

## Растения (сорняки)
- Айлант высочайший (Ailanthus altissima)